# Weduwschap

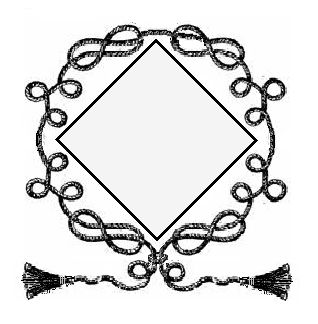
Cordelière rondom een schild van een vrouwenwapen

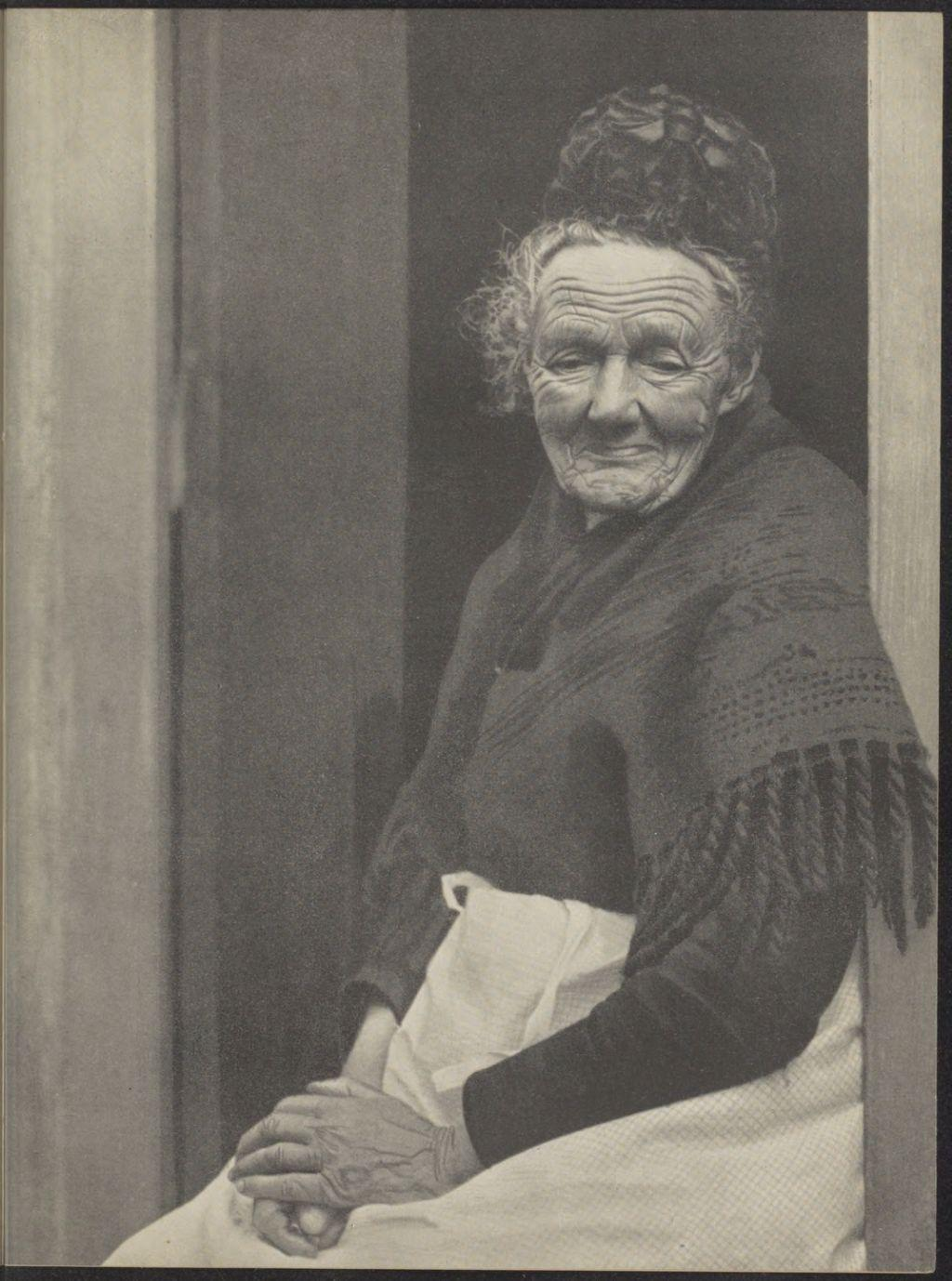
"Weduwe op een hofje, 83 jaar", portretstudie (T. Arens-Tepe, ca. 1932)

Het weduwschap is de toestand van iemand wier of wiens huwelijkspartner is overleden. Een weduwe is een vrouw wier huwelijkspartner is overleden; een weduwnaar is een man wiens huwelijkspartner is overleden.
In vroegere tijden betekende de dood van een echtgenoot vaak armoede. De Kerk leverde dan vaak financiële steun, net als rijke christelijke particulieren.
De Nederlandse AWW (Algemene weduwen- en wezenwet), die weduwen en wezen financieel steunde, is per 1 juli 1996 vervangen door de ANW (Algemene nabestaandenwet).
Veel van de gebruiken rond het weduwschap zijn in de 20e eeuw verdwenen. In de 19e eeuw was het weduwschap nog lange tijd herkenbaar aan de rouwkleding en ingetogen of door de dood geïnspireerde rouwsieraden. Sommigen rouwenden legden hun rouw nooit af.
In de heraldiek is het in Nederland, Engeland en Frankrijk nog steeds gebruikelijk dat een weduwe een cordelière om haar wapenschild hangt.
Een adellijke weduwe wordt een "douairière" genoemd. Correct is het om in de adressering van een brief te spreken van (bijvoorbeeld) de "Douairière Anton graaf van Aldenburg".
Ook in niet-adellijke kringen werd een weduwe vroeger vaak aangeduid met de naam van haar overleden echtgenoot, bijvoorbeeld "de weduwe Klaas-Jan de Jong". Als de eigenaar van een bedrijf overleed en zijn weduwe de zaak voortzette, werd vaak de afkorting Wed. aan de firmanaam toegevoegd. Een voorbeeld hiervan was de "Fa. Wed. A.W. de Haas" te Veenendaal.
Traditioneel had de weduwe in vele culturen een zwakke positie. In armere regio's betekende weduwe zijn vaak een leven van verwaarlozing, discriminatie, eenzaamheid, verstoting en armoede.
Een Joodse weduwe scheurt, wanneer zij de traditie van haar volk volgt, de zomen en naden van haar kleding op ten minste één plaats stuk en brengt enige tijd klagend en "met de tenen in de as" door waarbij de familie en kennissen haar bezoeken. In Prediker 3:7 heet het daarom "(er is) een tijd om te scheuren, en een tijd om toe te naaien; een tijd om te zwijgen, en een tijd om te spreken".
De gebruikelijke rouwkleur is in veel landen zwart. In sommige landen is de gebruikelijke rouwkleur paars of wit. Voor Vrijmetselaars is de gebruikelijke rouwkleur wit, wat ook de Chinese rouwkleur is. Franse koninginnen hielden zich aan de voor hen gereserveerde "dœuil blanc". Zij kleedden zich in het wit en sloten zich op in een wit vertrek.

## Zie ook

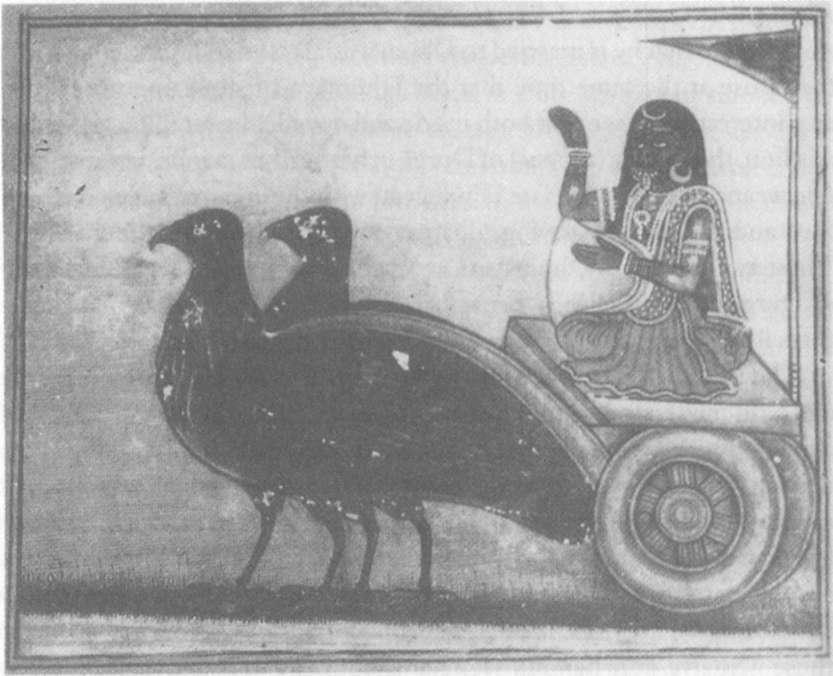
Dhumavati, de hindoeïstische godin voor weduwen
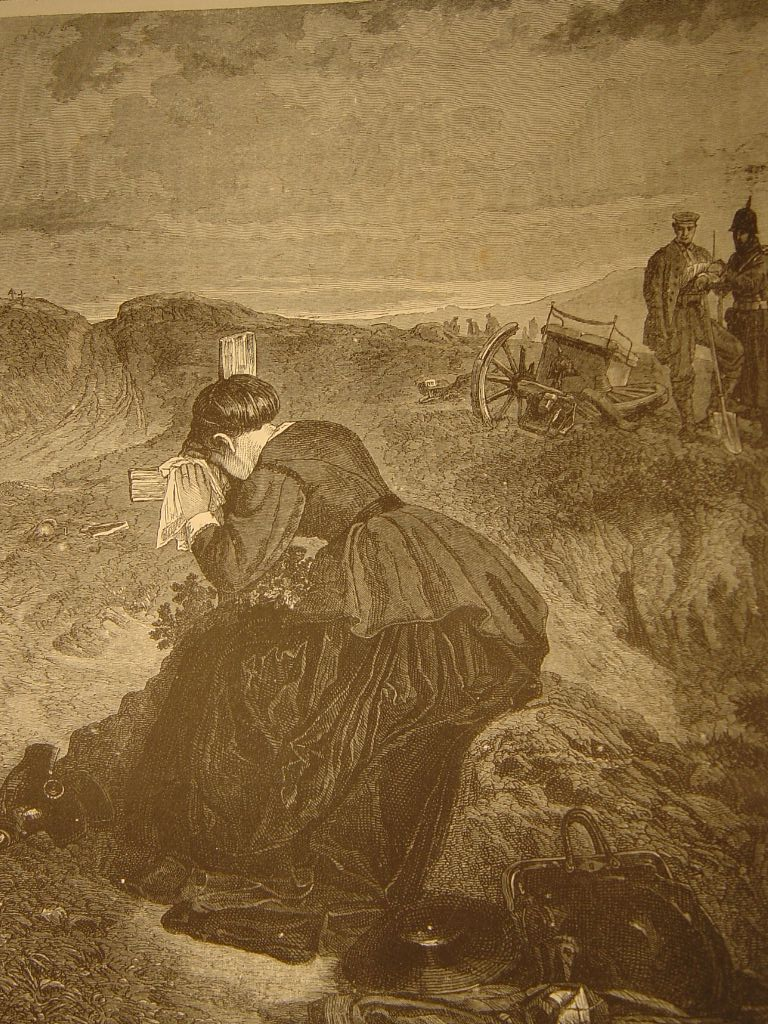
Afbeelding uit 1870
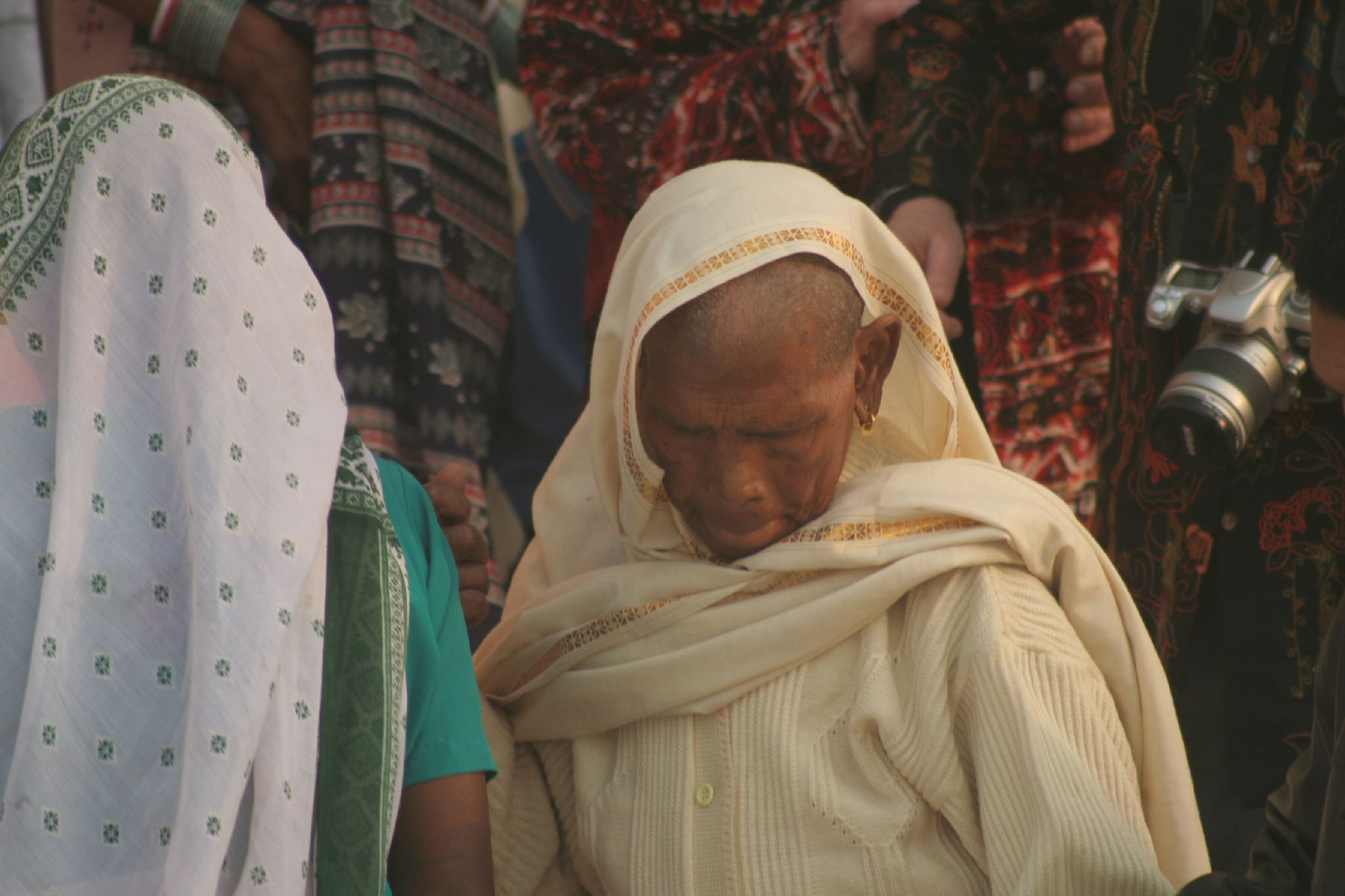
Weduwe met geschoren hoofd, India
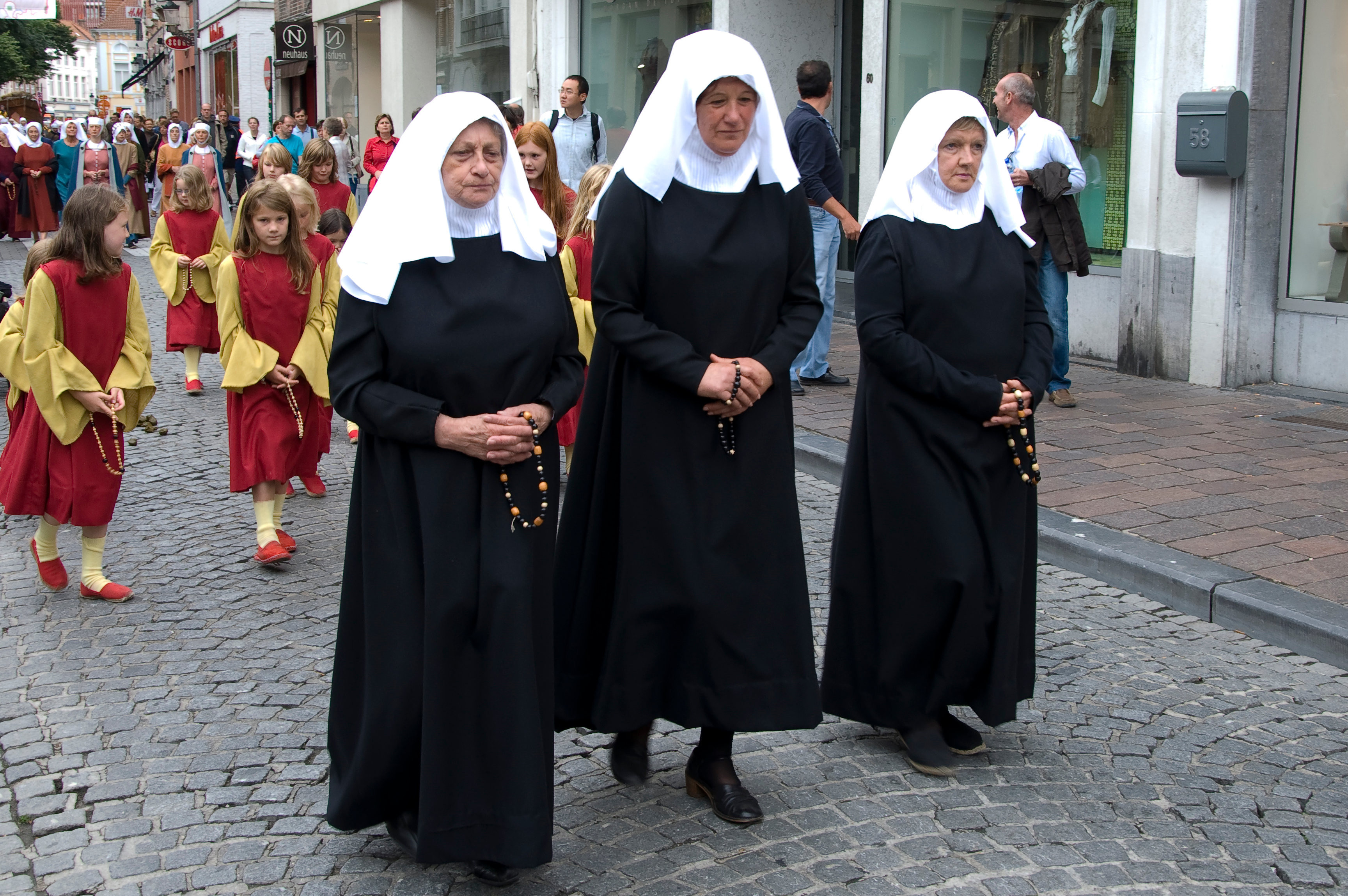
Klederdracht van weduwen in Vlaanderen tijdens de 14e eeuw zoals ze te zien waren in de Brugse Belofte